# Lân vỹ rừng
Lân vỹ rừng (danh pháp khoa học: Lepionurus sylvestris) là một loài thực vật có hoa trong họ Opiliaceae. Loài này được Blume mô tả khoa học đầu tiên năm 1827.